# ميتال غير
ميتال غير (メタルギア Metal Gear) هي لعبة تجسس وتخفي صُممت من قبل هيديو كوجيما. وقد طُورت ووُزعت من قبل شركة كونامي في 1987 لجهاز صخر.
القصة تدور حول عميل سري في القوات الخاصة يسمى سوليد سنيك Solid Snake يذهب في مهمة تسلل سرية إلى دولة أوتر هيفين OuterHeaven لتدمير الميتال غير وهي عبارة عن دبابة عملاقة تمشي على أرجل «ميكا» قادرة على إطلاق صواريخ نووية من أي مكان في العالم.
النسخة المصممة لجهاز MSX2 وُزعت فقط في اليابان وهولندا. ولحقتها بأشهر نسخة أخرى على جهاز نينتندو إنترتينمنت سيستم Nintendo Family Computer الياباني ونظيره الأمريكي نينتندو إنترتينمنت سيستم نينتندو إنترتينمنت سيستم ـ (Nintendo Entertainment System).

## طريقة اللعب
يتوجب على اللاعب المضي بالشخصية الأساسية سوليد سنيك داخل مراحل عديدة ومتنوعة، مع اجتناب رؤية الحراس له، واذا رأى أحد الحراس اللاعب ينطلق صفير إنذار وتدخل اللعبة مود الإنذار أو ما يسمى Alert mode. وهنا يتوجب على اللاعب الاختباء ريثما ينتهي توقيت الإنذار.
- إذا رأى أحد الحراس اللاعب وظهرت علامة استفهام واحدة فوق رأس الحارس (!)، سيهاجم من قبل الجنود الموجودين في نفس الشاشة أو نفس المنطقة ويمكن الهروب عن طريق الذهام إلى المنطقة التالية أو الشاشة التالية.
- أما إذا ظهرت علامتا استفهام على رأس الحارس (!!) أو قامت كاميرا مراقبة بالتقاطك فان الدعم سوف يأتي من الحراس الباقين في نفس الطابق ولن تستطيع ايقاف الإنذار الا عن طريق قتل جميع الحراس أو عن طريق انتقالك إلى طابق آخر.

اللاعب يبدأ اللعب مجرد من الأسلحة، لكن لاحقاً يحصل على مجموعة من الأسلحة بدايةً من المسدسات النارية (بيريتا 92) وقنابل إلى رشاشات وصواريخ ذات تحكم عن بعد. الذخيرة قليلة لكن يسهل شحنها. للأسلحة استخدامات أخرى غير قتل الأعداء فيمكن استخدامها لا زالة العقبات (مثل: الجدران الضعيفة والأرضيات الصاعقة). لكن ليست الأسلحة اشياء أساسية في اللعب فبإمكان سنيك Snake استخدام قبضتة لهزيمة الاعداء من الحراس والرؤساء.
قاعدة الأعداء تحتوي على ثلاثة مباني مختلفة كل مبنى يحتوي على عدد من الطوابق. يستخدم اللاعب بطاقات دخول وادوات أخرى لفتح الأبواب. قد يقف في طريقك رؤساء يجب التغلب عليهم للانتقال إلى المراحل الأخرى من اللعبة.
يستطيع اللاعب الحصول على معلومات عن المهمة عن طريق إطلاق سراح الرهائن الموجودين بالمبنى. بعد إطلاق سراح خمس رهائن، يُرقى اللاعب لرتبة أعلى حيث يتاح له معدل حياة أكبر ومساحة أكبر لتخزين الذخيرة.
يتاح لللاعب عند بداية اللعب جهاز إرسال واستقبال يمنحه القدرة على الاتصال برئيسه بيج بوس Big Bossأو أحد جنود المقاومة الموجودين داخل اوتر هيفين.

## الحبكة

### الشخصيات
شخصية اللاعب هي سوليد سنيك Solid Snake، وهو مجند مبتدئ عضو في القوات الخاصة الأمريكية فوكسهاوند FOXHOUND، أُرسل في مهمته الأولى. يستمد سنيك Snake معلومات عن المهمة من قبل رئيسه وأبيه بيج بوس Big Boss وأيضا من قواد حركات المقاومة المحلية مثل شنيدر Schneider الذي يزوده أيضاَ بمواقع الأدوات المهمة التي سيحتاجها، ودايان Diane، والتي تزود سنيك بمعلومات تساعده في التخلص من رؤساء اللعبة.و هنالك أيضاَ جينيفر Jennifer والتي تساعد سنيك بكونها عميلا سرياً بين السجناء الذين ينقذهم ومن ضمن هؤلاء السجناء جراي فوكس Gray Fox، وهو عميل فوكس هاوند FOXHOUND والذي قبض عليه في المهمة السابقة.و هناك أيضاً د.دراجو بيتروفيتش مادنار Dr.Drago Pettrovich Madnar وهو العالم الذي صمم السلاح ميتال غير Metal Gear وابنته إيلين بيتروفيتش Ellen Pettrovichو التي اختطفت مع والدها من قبل المقاومة المحلية.
و رؤساء اللعبة هم شوت ميكر Shotmaker وهو عميل نازي سابق متخصص في سلاح بندقية الشغب.
ماشين غن كيد Machine Gun Kid وهو عميل سابق في قوات الطيران الخاصة البريطانية (SAS) مسلح برشاش آلي. فاير تروبر Fire Trooper عميل سابق في القوات الخاصة الألمانية لمكافحة الإرهاب (GSG9) والذي يستعمل قاذف نار (قاذفة لهب).ديرتي دك Dirty Duck، وهو جندي يقوم برمي القنابل ويحمي نفسه بالأسرى ويستعملهم كرهائن.
بلودي براد Bloody Brad وهو إنسان آلي صمم من قبل الدكتور مادنر Dr.madnar. وذا ليجينداري ميرسيناري The legendary mercenary وهو الرجل وراء أوتر هيفين Outer Heaven والتي ستُعرف شخصيته المجهولة في نهاية اللعبة.

### القصة
في العام؟؟19 (و التي صٌرح لاحقا بأنها في عام 1995 في لعبة ميتل جير سوليد Metal Gear Solid على البلاي ستيشن Play Station) ـ، 200 كيلومتر شمال جالزبرج Galzburg، جنوب أفريقيا. تقع أوتر هيفين Outer Heaven، ولاية محصنة أُسِست من قبل المرتزقة الأسطوري ذا ليجينداري ميرسيناري The legendary mercenary. تتصاعد الأخبار للعالم الغربي بأنه يوجد داخل أوتر هيفين Outer Heaven سلاح مدمر يتم إنشاؤه. فطلبت حكومة الولايات المتحدة الأمريكية من القوات الخاصة فوكس هاوند FOXHOUND بأن تقتحم الحصن وتقضي على التهديد الذي تنشؤه.
في البداية، تقوم فوكس هاوند FOXHOUND بإرسال عميلها جراي فوكس Gray Fox ليقتحم الحصن. بعد أيام، يُفقد الاتصال به وتكون آخر رسالة يتركها هي....Metal Gear.
بعد ذلك، طُلِبَ من العميل سوليد سنيك Solid Snake اقتحام المكان في مهمة إنترود إن 313 Operation:Intrude N313 وإنقاذ جراي فوكس Gray Fox ومحو التهديد الذي يشكله ما يسمى بالميتال غير.
استطاع سنيك Snake الاتصال بأعضاء من المقاومة المحلية، كايل شنايدر Kyle Schneiderو دايان Diane وجينيفر Jennifer. مستخدماً جميع مهاراته استطاع سنيك Snake تحرير فوكس Fox من قبضة الاعداء ليكتشف أن الميتال غير Metal Gear هي عبارة عن دبابة ثنائية الأقدام حاملة لرؤوس نووية تستطيع أن تشارك وتسيطر على أي نوع من المعارك الحربية، وأن تطلق الرؤوس النووية من أي مكان من العالم. وتخطط منظمة أوتر هيفين Outer Heaven استخدام هذا السلاح كوسيلة لاحكام سيطرتها على العالم.
استطاع سنيك Snake انقاذ رئيس المهندسين للميتال غير Metal Gear الدكتور دراغو مادنر Dr.Drago Madnar، وابنته إيلين Ellen.
مسلحاً بمعلومات عن كيفية تدمير الميتال غير Metal Gear، وبمهارته وروحه التي لا تقهر، يحارب سنيك Snake كامل قوى أوتر هيفبن Outer Heaven.
بعد فترة من الزمن أدرك سنيك Snake مدى دقة وضع الأفخاخ، وبدأ بالتساؤل عن كيفية معرفة الاعداء لتحركاته بدقة.علاوة على ذلك، وقع شنيدر Schneider في فخ وضعه له جنود الأعداء، وافترض أنه مات بعد فقدان الاتصال به. رغم ذلك استطاع سنيك Snake اختراق حواجز الاعداء وانقاذ آخر أسير لديهم. يخبر الأسير سنيك Snake بأن المرتزقة الأسطوري legendary mercenary زعيم اوتر هيفين Outer heaven ما هو إلا رئيس فوكس هاوند FOXHOUND القوات الخاصة الأمريكية بيج بوس Big Boss.
استطاع سنيك Snake اختراق القاعدة وتمكن من تدمير الميتال غير Metal Gear قبل اكتمال بنائها.
و بينما كان يشق طريقه إلى خارج سرداب سكن الجيش، يواجه بيج بوس Big Boss، القائد الفاسد الذي كان يستعمل ارتباطاته مع الحكومة الأمريكية لسرقة الاستخبارات العسكرية، أسس قوته الخاصة من المرتزقة ومول نشاطاته.و كان هدفه أن يجعل أوتر هيفين Outer Heaven الدولة الأقوى في العالم وجعل أقوى الدول الغربية تجثو على رٌكَبِهَا. أرسل مجنده الجديد سنيك Snake على أمل أن يقبض عليه ويرسل معلومات خاطئة إلى حكومة الولايات المتحدة الأمريكية.لكنه استخف بسنيك Snake وقدراته. بينما خسر بيج بوس Big Boss سلاحه المدمر الميتال غير Metal Gear ومعظم قواته، قرر تدمير الحصن بأكمله، وأقسم ألا يموت وحده.و أن سنيك Snake سيموت معه. ويتلو ذلك معركة تحت الأرض بين سنيك Snake وBig Boss، ويستطيع سنيك Snake هزيمة بيج بوس Big Boss والهرب من أوتر هيفين Outer Heaven.
في نهاية اللعبة تظهر رسالة من بيج بوس Big Boss تعلن انه على قيد الحياة حيث يقول في الرسالة:"We Will Meet Again Solid Snake..." أي «سوف نلتقي مرة أخرى سوليد سنيك».

## وصلات خارجية
- Official Website for the Mobile Phone version (Japanese)
- Official homepage